# Tyrhys Dolan
Tyrhys Dolan (ur. 28 grudnia 2001 w Manchesterze) – angielski piłkarz występujący na pozycji napastnika w Blackburn Rovers.

## Kariera klubowa
W wieku siedmiu lat Dolan dołączył do akademii Manchesteru City. Po trzyletnim pobycie w Burnley w latach 2011–2014 powrócił do klubu z Manchesteru, który opuścił w wieku piętnastu lat.
W 2017 Dolan zasilił szeregi Preston North End, nie występując jednak ani razu w drużynie seniorskiej. W lutym 2020 dołączył do Clitheroe na zasadzie wypożyczenia, gdzie w czterech występach strzelił dwie bramki. 
1 lipca 2020 Dolan podpisał profesjonalny kontrakt z Blackburn Rovers. Zadebiutował 29 sierpnia 2020, wchodząc z ławki rezerwowych w meczu Pucharu Ligi Angielskiej przeciwko Doncaster Rovers zakończonym zwycięstwem 3:2. Swój ligowy debiut zaliczył 12 września w porażce 2:3 przeciwko Bournemouth. 

## Kariera reprezentacyjna
25 marca 2022 Dolan zadebiutował w reprezentacji Anglii U20 w porażce 0:2 przeciwko Polsce. Cztery dni później strzelił swojego pierwszego gola dla reprezentacji w meczu przeciwko Niemcom zakończonym zwycięstwem 3:1.